# Tacuba Nueva
Tacuba Nueva es una localidad del estado mexicano de Chiapas. Es parte del municipio de Chilón.

## Toponimia
El nombre «Tacuba» es una corrupción de la palabra en náhuatl Tlacopan, la cual proviene de los términos en náhuatl tlacotl, junco; pan, lugar. Su significado es «lugar de juncos».

## Demografía
| Gráfica de evolución demográfica |
|                                  |

| Censo | Población |
| ----- | --------- |
| 1940  | 218       |
| 1950  | 275       |
| 1960  | 330       |
| 1970  | 482       |
| 1980  | 572       |
| 1990  | 802       |
| 2000  | 845       |
| 2010  | 1 189     |
| 2020  | 1 581     |